# 睡鼠亚科
睡鼠亚科（学名：Glirinae）是啮齿目睡鼠科的一个亚科，包含两个单型属：
- 日本睡鼠属（Glirulus）
- 睡鼠属（Glis）